# An-Nasr

kaligrafia arabska z nazwą sury An-Nasr

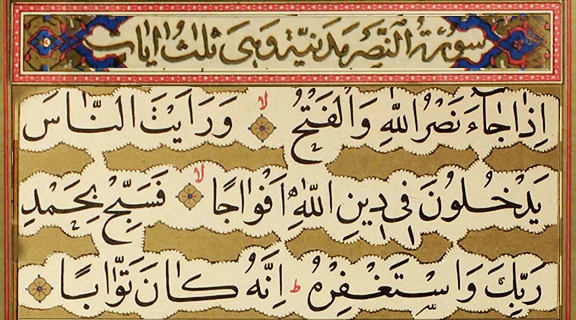
Tekst sury An-Nasr po arabsku

An-Nasr (arab. ‏سورة النصر‎) – 110. surą Koranu i zawiera tylko 3 aje.

## Treść
Sura wychwala Allaha za doprowadzenie wielu ludzi do „prawdziwej religii”. Według Tafsiru ibn Kathira, ta sura, na równi z az-Zalzala, jest równoważnikiem jednej czwartej całego Koranu. Była to ostatnia objawiona sura - powstała zaledwie kilka miesięcy przed śmiercią Mahometa.
Tafsir ibn Kathira cytuje hadis, według którego Prorok tak skomentował tę surę:
Zaprawdę, ludzie przyjmują religię Allaha tłumnie i będą ją opuszczać tłumnie